# Альханко, Аннели
Аннели Альханко (швед. Anneli Elisabeth Alhanko Skoglund; род. 11 сентября 1953) — шведская балерина финского происхождения.

## Биография
Аннели родилась в 1953 г. в Боготе, Колумбия, где её отец, Эркки Альханко, был генеральным консулом Финляндии. В возрасте 4 лет её привезли в Швецию, где она с 1963 по 1971 гг. училась в Королевской шведской балетной школе. По окончании обучения Аннели работала в Королевском балете Швеции и быстро стала одной из ведущих балерин: уже в 1971 г. она танцевала в «Щелкунчике» в постановке Рудольфа Нуреева, а затем исполняла главные роли в классических балетных постановках.
В 1973 г. Аннели была назначена солисткой, в 1976 г. — прима-балериной, а в 1990 г. её назвали первой балериной Швеции. Её приглашали во многие ведущие балетные труппы мира, и она была единственной шведкой, которую пригласили танцевать в Москву в Большой театр: здесь она в 1984 г. исполняла роль в балете «Жизель» в постановке Галины Улановой. После этого Аннели даже получила титул Prima ballerina assoluta как знак признания её таланта.
Оставив Королевскую оперу, Аннели продолжала выступать в качестве приглашённой актрисы и занялась преподавательской деятельностью. В 2007 г. она открыла свою школу танца, которая в 2010 г. влилась в танцевальную академию Base 23 — Stockholm Dance Academy, где кроме классического балета обучают и другим направлениям танца.
В 1975 г. в Швеции были выпущены марки с изображением Аннели Альханко и Пера Сегерстрёма, в 2003 г. портрет Аннели был включён в Национальную портретную галерею в замке Грипсхольм.
Племянница Аннели — Юсефина Альханко — была Мисс Швеция-2006.

## Признание и награды
- 1980 г.: оперный приз Svenska Dagbladets
- 1998 г.: Медаль Литературы и искусств
- 2010 г.: Natur & Kulturs kulturpris
- 2014 г.: золотая медаль Teaterförbundet

## Главные роли
- Лебединое озеро
- Щелкунчик
- Ромео и Джульетта
- Спящая красавица
- Жизель
- Fröken Julie
- Укрощение строптивой
- Коппелия
- Манон
- Баядерка
- Онегин
- Сон в летнюю ночь